# Alexis Carrel
Pour les articles homonymes, voir Carrel.
Alexis Carrel, né le 28 juin 1873 à Sainte-Foy-lès-Lyon et mort le 5 novembre 1944 à Paris, est un chirurgien, biologiste, écrivain scientifique et eugéniste français.
Pionnier de la chirurgie vasculaire, lauréat du prix Nobel de physiologie ou médecine en 1912, il fut renommé pour son expérience du cœur de poulet battant in vitro pendant un temps très supérieur à la vie d'un poulet - expérience invalidée par la suite. Il effectua la plupart des recherches après 1917 au sein de l'Institut Rockefeller, à New York.
Avec sa technique de la culture tissulaire, Alexis Carrel est le premier scientifique qui ait réussi, en 1926, à faire se multiplier un virus, en principe incapable de se reproduire ailleurs que dans des cellules vivantes. Il a ouvert la voie pour développer le vaccin dans l'optique de lutter contre le virus.  
Raciste et eugéniste, il a été, jusqu'à la Libération, le régent de la Fondation française pour l'étude des problèmes humains, un organisme de recherche sur les races et la pureté raciale soutenu par le gouvernement de Vichy.

## Biographie

### Famille
Il naît à Sainte-Foy-lès-Lyon, commune natale de sa mère, le 28 juin 1873 ; il est l'aîné de trois enfants. À sa naissance, il reçoit le prénom de Marie-Joseph-Auguste. Puis sa mère donne naissance à son frère Joseph et à sa sœur cadette Marguerite.
Fils d'Alexis Carrel-Billiard, fabricant de textile, il devient orphelin à l'âge de cinq ans. Sa mère, Anne-Marie Ricard († 1905), l'éleva. À la suite de la mort de son père, le garçon adopte le prénom de celui-ci, s'appelant désormais Alexis Carrel-Billiard, tout comme son père mort en 1904,.
La famille est issue de la bourgeoisie catholique. Parmi les membres de sa famille, Alexis compte plusieurs religieux et religieuses dont Pierre-Marie Belmont, évêque de Clermont,. Il s'agit de grandes maisons de la soierie à Lyon, raison pour laquelle la famille habitait près de la Croix-Rousse, quartier prospère. La mort du père obligea cette famille à vivre plus modestement.
Après avoir reçu le prix Nobel, il épouse, le 26 décembre 1913 à Paris, Anne Gourlez de La Motte (1877-1967), veuve du marquis Henri Jarret de La Mairie et petite-fille du général Auguste-Étienne-Marc Gourlez de La Motte. Elle est infirmière et capable de seconder ses recherches à New York,. De cette union, il n'aura aucune descendance ; sa femme avait un fils d'une première union.

### Formation et diplôme
Il est élève du collège jésuite Saint-Joseph de Lyon. Sa formation auprès des Jésuites, représentée par le mot eloquentia perfecta (en), aura une influence sur sa pensée et ses écritures. Aussi Alexis Carrel-Billiard s'intéresse-t-il aux sciences naturelles.
Le jeune Alexis songe d'abord au service médical des armées, comme son oncle Joseph Ricard. Or, après avoir obtenu le baccalauréat littéraire en 1889, il commence à étudier la médecine à l'université de Lyon en octobre 1891 et obtient en 1893 son diplôme de médecine, qui lui ouvre l’externat. Il a comme professeurs Joseph Teissier, Mathieu Jaboulay, Antonin Poncet et Léon Bérard. Par autorisation spéciale, il peut se rendre à toute heure au laboratoire du docteur Marcel Soulier pour ses expériences.

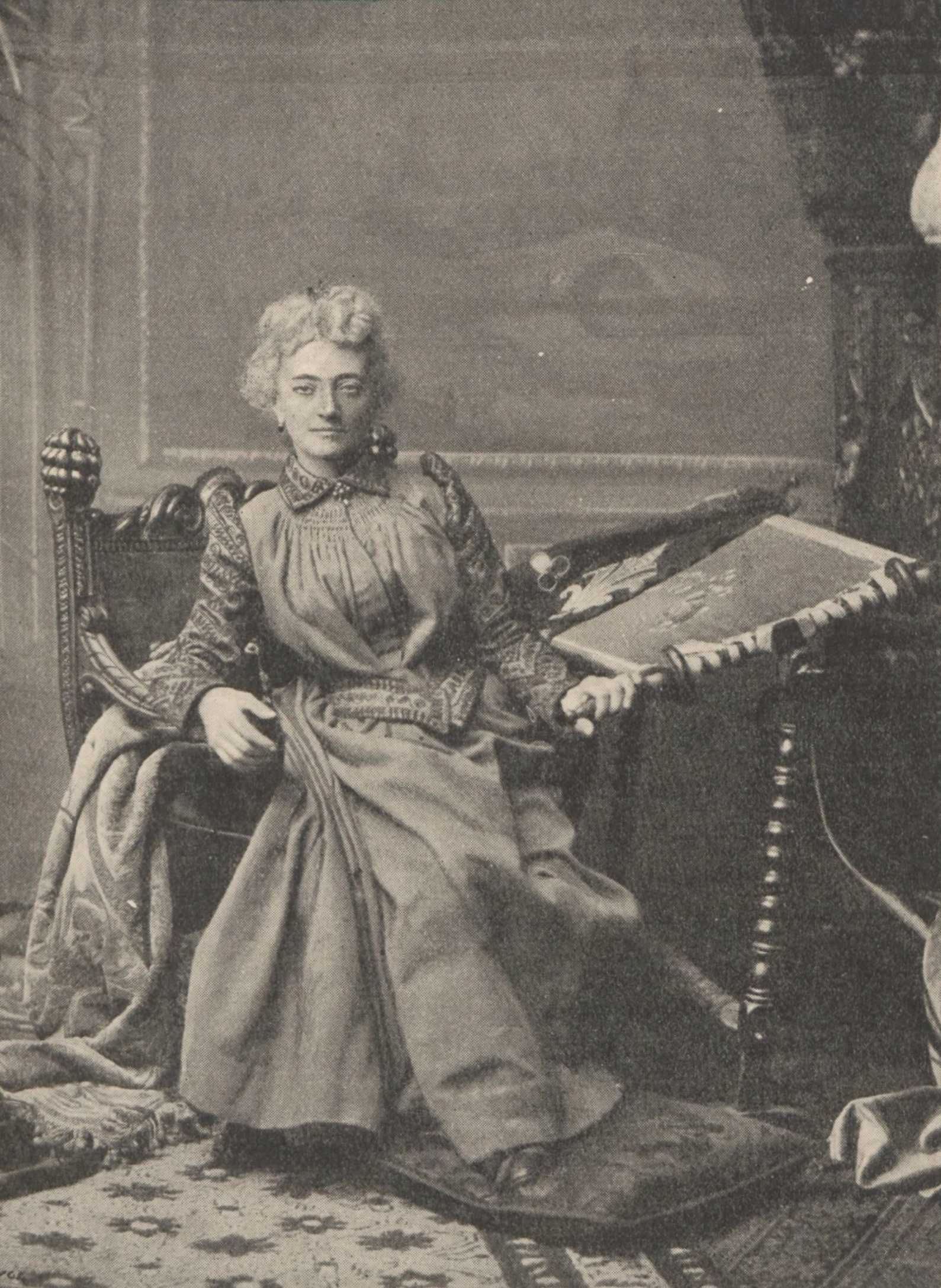
Pour entretenir son habileté manuelle, Alex Carrel n'hésite pas à apprendre la broderie chez Marie-Anne Leroudier, une des meilleures brodeuses de Lyon.

Puis, il travaille entre 1893 et 1898, dans plusieurs hôpitaux de Lyon ainsi que pour les chasseurs alpins. Chez ces derniers, il est mobilisé en novembre 1894 et pour une année, au service militaire obligatoire en qualité de médecin auxiliaire, au col du Fréjus. En 1896, il est nommé interne, après un premier échec,. Pendant ces années, il s'oriente vers la recherche en chirurgie, s'intéressant à la compatibilité des tissus ainsi qu'aux sutures. La constatation de l'impuissance des chirurgiens à sauver le président Sadi Carnot victime d'une attaque au couteau en 1894 à Lyon participe à cette motivation,.
Devenu interne, Carrel commence à écrire régulièrement des articles, à partir de 1896. Le bulletin Lyon Médical en compte quatre en 1897 et cinq en 1898. Dès 1899, ce jeune docteur envoie ses écrits à Paris. Cette année même, il publie neuf articles au total. D'après Ugo Filippo Tesler (2020), en chirurgie cardiaque, les études de Carrel qui furent effectuées à cette période possédaient déjà un niveau supérieur à celles d'autres chercheurs. Il maîtrise des sujets difficiles, auxquels d'autres avaient échoué. Il se distingue par son attention méticuleuse et par ses facultés d'apprentissage. Chaque soir, chez Marie-Anne Leroudier à Lyon, il effectue son exercice pour améliorer et pour  raffiner sa technique,. Puis il invente des instruments plus sophistiqués. Sa technique aseptique est pratiquée strictement. Il met ainsi au point, par exemple, une méthode adéquate pour relier deux vaisseaux sanguins déchirés,.

### Premier poste et doctorat
En février 1899, Alexis Carrel est accueilli, d'abord adjoint puis prosecteur (anatomique), auprès du laboratoire de Jean-Léo Testut à Lyon. Sous la direction de ce grand médecin-anatomiste, Carrel obtient en 1900 son doctorat. Cette thèse en 303 pages sur l'opération du cancer de la thyroïde, appréciée, est publiée à Lyon en 1900 et à Paris en 1901 (Alexis Carrel-Billard, Le goitre cancéreux).
Dans cette année 1900, il obtient une part d'héritage du grand-père maternel, ce qui lui permit d'étudier en toute liberté.
Puis, il publie son premier article sur les sutures vasculaires en 1902 ; les méthodes qui y sont développées (comme la triangulation qui est l'anastomose de vaisseaux de calibres différents en plaçant au préalable trois fils d'appui sur la circonférence vasculaire) sont encore en usage un siècle plus tard. L'article est publié dans le bulletin Lyon Médical.
Tout en opérant aux Hospices civils de Lyon, il donne des cours d'anatomie et de chirurgie aux internes de l'Université de Lyon (Faculté de Médecine). Parmi ses étudiants, il  compte René Leriche.
Si Alexis Carrel parvient à établir sa réputation à Lyon, il lui faut trouver un poste en qualité de chirurgien dans un hôpital. Le 9 décembre 1901, la ville de Lyon ouvre un concours pour un poste vacant. Carrel échoue, Léon Bérard est sélectionné. Cet échec et l'affaire de Lourdes (v. infra) causent finalement son départ.

### Polémique à Lourdes
En mai 1902, en remplaçant un de ses collègues incapable d'effectuer sa mission[réf. souhaitée], il part pour le sanctuaire de Lourdes. Une jeune fille qu'il avait examinée dans son train de pèlerinage, atteinte de méningite tuberculeuse, obtient sa guérison totale le 28 mai. En tant que médecin d'accompagnement, il note en détail son état grave, puis cet événement inattendu et inexplicable. Le rétablissement de cette patiente, du nom de Marie Bailly, qu'il rapporte dans un bulletin paroissial, provoque des réactions très hostiles de la part des médecins lyonnais,,. Ainsi tous les concours disponibles à Lyon refusent-ils Carrel. En outre, les communautés chrétiennes aussi le critiquent, le considérant par trop sceptique,.

### De Lyon aux États-Unis
Déçu, il part en décembre 1903 pour Paris où il progresse encore dans ses études. Puis, dans l'optique de devenir paysan au Canada, il traverse l'océan Atlantique en mai 1904. Deux chirurgiens de l'Hôtel-Dieu de Montréal, Adelstan et François de Martigny, l'invitent au congrès de l'Association des médecins de langue française de l'Amérique du Nord, tenu en juin. Parmi les membres passionnés par la présentation de Carrel, le professeur-chirurgien de l'université de l'Illinois à Chicago Carl Beck décide immédiatement de lui proposer un poste. Les frères de Martigny, quant à eux, écrivent leur lettre de recommandation au professeur George Neil Stewart, spécialiste de physiologie auprès de l'université de Chicago. Lorsque Carrel arrive à Chicago en septembre, il choisit, entre ces deux propositions, le laboratoire de Stewart, ce qui ne suscite aucune opposition de Beck.
Alexis Carrel acquiert une renommée considérable aux États-Unis. Le médecin Charles Claude Guthrie est son coauteur. Avec lui, il présente les perfectionnements successifs de ses techniques d'anastomose vasculaire, en démontrant pour la première fois qu'une veine pouvait être substituée à une artère et en décrivant la première transplantation d'organe expérimentale en 1905. En vingt-deux mois, ils écrivent vingt-et-un articles. Grâce aux techniques inventées par Carrel, leur équipe réalise, en 1905 et 1906, une remarquable série de transplantations sur des animaux. Leur article est accepté en 1906 par le Journal of the American Medical Association.

### Institut Rockefeller

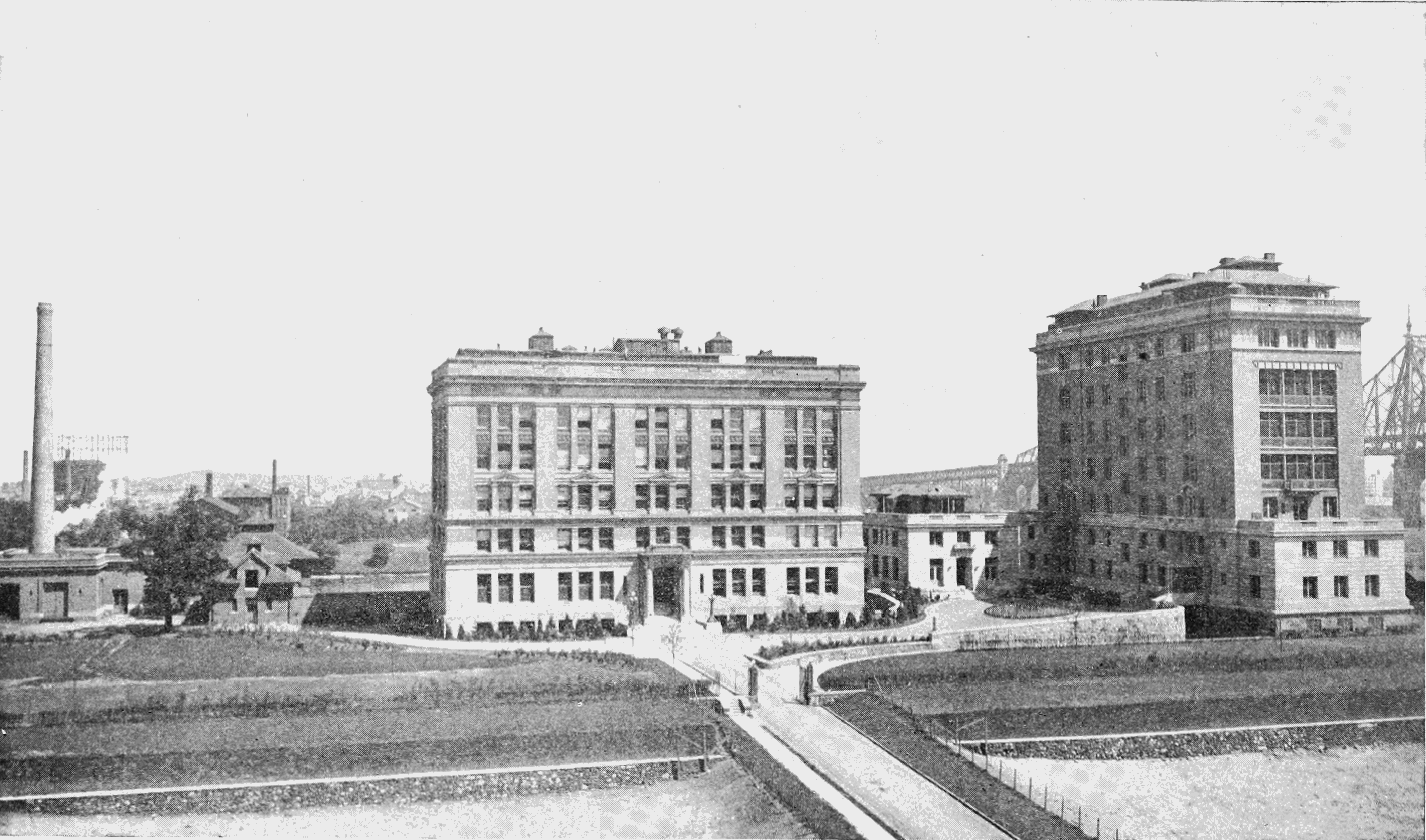
Institut Rockefeller où Carrel fut actif de septembre 1906 à juin 1939. Par égard aux talents de Carrel, Simon Flexner lui accorda une liberté et des prérogatives étendues : ainsi, tous les murs de son laboratoire étaient peints en noir, pour réduire la luminosité. Ceux qui y étaient admis devaient revêtir une blouse noire aseptique conçue par Carrel.

En avril 1905, invité par Harvey Cushing, il participe à un congrès tenu à l'université Johns-Hopkins. C'est à cette conférence qu'il rencontre Simon Flexner, récemment nommé directeur du Rockefeller Institute for Medical Research, devenu université Rockefeller. Flexner  propose un poste à Carrel dans le laboratoire pour la chirurgie expérimentale,. Carrel accepte cette proposition, en renonçant à celle de Johns-Hopkins, la meilleure école de médecine de l'époque, et prend son poste à New York en septembre 1906.
Carrel obtient ses premiers résultats dans le domaine de la chirurgie vasculaire et celui de la greffe. Notamment en 1908, inspiré par la recherche de Ross Granville Harrison, Carrel réalise la première auto-transplantation rénale parfaitement fonctionnelle sur une chienne. Focalisant ses travaux sur la chirurgie cardiaque à partir de 1909, il remarque le rôle potentiel de la revascularisation myocardique.
Il réussit, à partir du 17 janvier 1912, à garder le tissu du muscle cardiaque, prélevé du cœur d'un embryon de poulet. Placé dans un bain nutritif, ce fragment continua à vivre jusqu'en 1946[source insuffisante].
D'autre part, après que Flexner a contribué, par ses études, à maîtriser l'épidémie de New York[Laquelle ?], apparue en 1905, John D. Rockefeller et Rockefeller Junior renforcent leur soutien financier pour l'institut. Carrel profite donc ainsi d'abondantes ressources comme nul autre.

### Prix Nobel
En 1912, il obtient le prix Nobel de physiologie ou médecine « en reconnaissance de ses travaux sur la suture vasculaire et la transplantation de cellules sanguines et d'organes ». À l'âge de trente-neuf ans, il devient le plus jeune lauréat de prix Nobel. Il a pu être considéré comme le meilleur chercheur de son temps pour la chirurgie vasculaire et la chirurgie cardiaque ,.
Bien qu'Alexis Carrel soit toujours français, il procure aux États-Unis leur premier prix Nobel de physiologie ou médecine, au nom de l'Institut Rockefeller,. Dans ce domaine, les États-Unis ne connaîtront le deuxième lauréat qu'en 1933 (Thomas Hunt Morgan). Il gagne tout de suite son immense popularité dans ce pays. En 1915, il est sélectionné, par The Technical World Magazine qui fait choisir, par vote, les douze scientifiques américains les plus distingués (The greatest American scientists), avec son directeur de l'institut Simon Flexner. La liste de candidats comptait mille scientifiques.
Ce prix favorise la réconciliation entre Carrel et Lyon. Ses anciens collègues et la ville l'invitent à l'auditorium de la faculté de médecine de l'université de Lyon. Il trouve à Paris, parmi les chirurgiens français, un collaborateur pour la chirurgie thoracique en la personne de Théodore Tuffier.
Sitôt le prix Nobel obtenu, Alexis Carrel-Billard est, en février 1913, nommé Chevalier de la Légion d'honneur, dont il est promu Officier en août 1915, en qualité de médecin aide-major de 1re classe territorial, fonction principale de Carrel en France pendant la guerre.

### Première Guerre mondiale

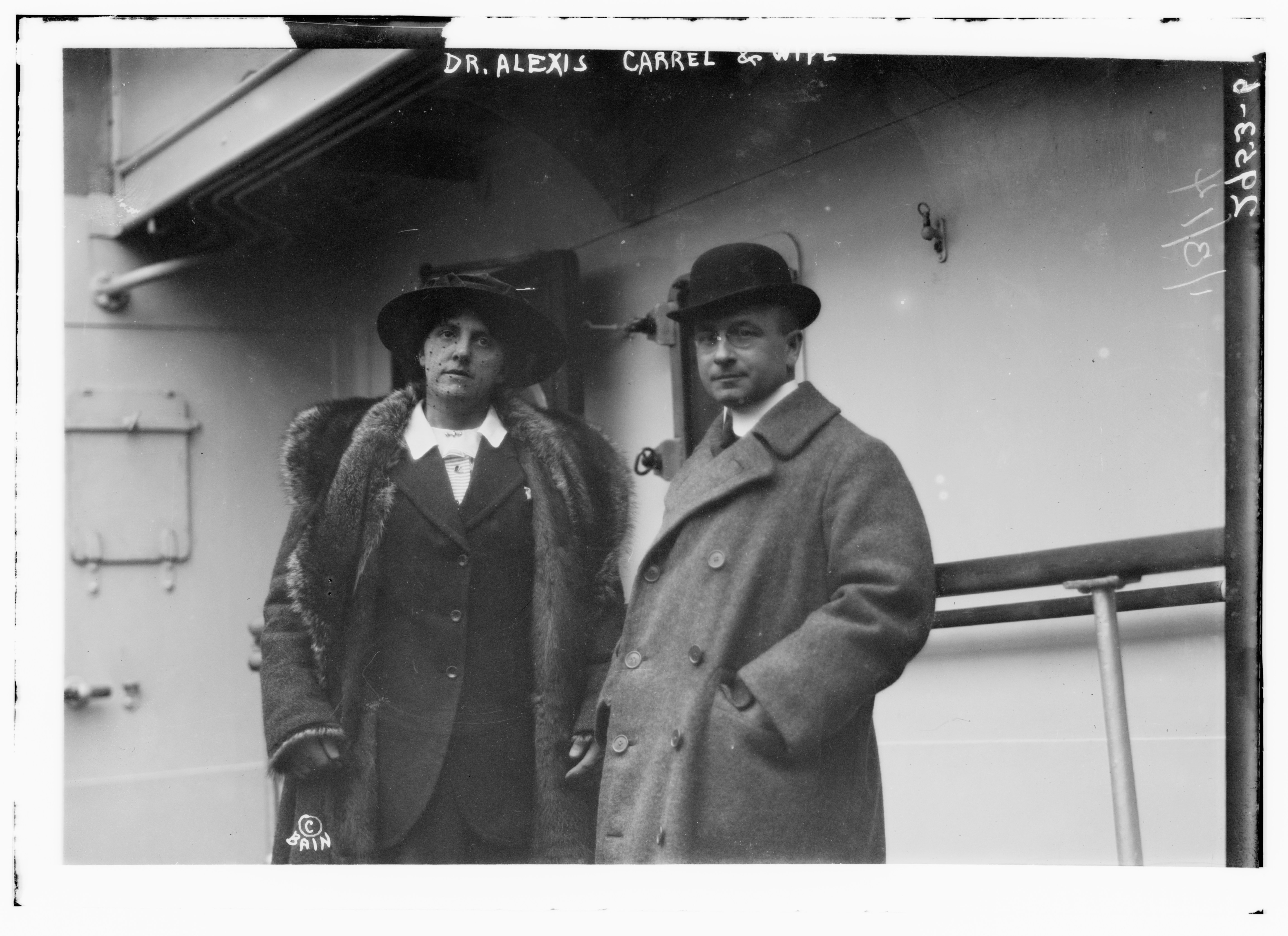
Le couple Alexis et Anne Carrel en janvier 1914, juste après leur mariage ; photo dans la collection George Grantham Bain auprès de la bibliothèque du Congrès.

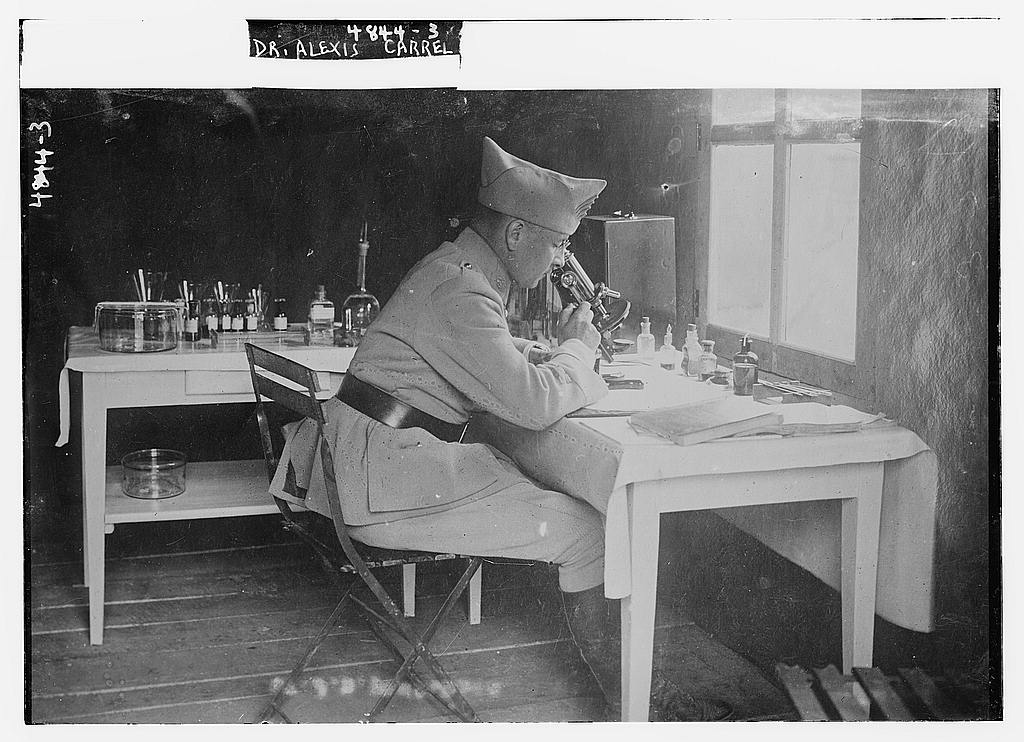
Le Docteur Carrel en mission pour l'armée américaine.

Quand la Première Guerre mondiale éclate, Carrel décide de rester en France. D'abord, il soutient son ami Léon Bérard qui aide les hospices civils de Lyon, et collabore avec Auguste Lumière pour la radiographie. Après avoir constaté un grand nombre d'infections sérieuses, il signale aux autorités qu'il faut établir une méthode normalisée, dans l'optique de soigner sans délai les soldats blessés. Ainsi naît l'idée de l'hôpital expérimental près du front. À la suite de la promotion par le ministre de la guerre, il est nommé le 11 décembre médecin aide major de 1re classe et obtient l'autorisation de créer un hôpital expérimental.
Sa mission est établie en mars 1915 à Compiègne. Il s'agit de l’hôpital temporaire n° 21 du Rond Royal, qui est situé à seulement 20 km du front militaire. Sitôt, Carrel y accueille le président Raymond Poincaré et le ministre de la Guerre Alexandre Millerand. En s'apercevant des difficultés rencontrées par les chirurgiens français, Carrel fait évoluer l'équipement de l'hôpital, grâce aux soutiens de l'Institut Rockefeller ainsi que du Comité central des secours américains (The American Relief Clearing House, créé le 26 novembre 1914). Le projet est respecté. Lors de la fondation, une noble britannique, Lady Margaret Rose Westmacott, mit à disposition de Carrel son microscope à haute résolution jusqu'à ce que la guerre se termine et fait une donation pour les blessés de l'hôpital.
L'équipe se compose de plusieurs scientifiques distingués, tel Pierre Lecomte du Noüy, tandis qu'Anne Carrel est chargée de diriger celle des infirmières. Georges Clemenceau exprime, par lettre datée du 3 novembre 1916, que sa fille Madeleine Jacquemaire, alors infirmière, souhaiterait faire un stage d'observation dans cet hôpital. Avant l'inauguration, Carrel avait accueilli trente-cinq infirmières, toutes formées à la Haute école de La Source à Lausanne,.
Il soutient, à la suite de l'entrée des États-Unis dans la guerre en avril 1917, la mission diplomatique d'André Tardieu. Par lettre datée du 3 mai, il recommande à François Monod, qui était chargé par Tardieu de s'en aller aux États-Unis, de rencontrer Frederic René Coudert, avocat international et ami de Carrel à New York.

### La méthode Carrel - Dakin

#### Élaboration
Avec cet hôpital expérimental, ils obtiennent des résultats très favorables. En collaboration avec le chimiste britannique Henry Drysdale Dakin, Carrel y essaye plus de deux cents solutions dans l'optique d'éviter l'infection. Finalement, ils adoptent 0,5% d'hypochlorite de sodium en solution, dite solution de Dakin. Non seulement elle est capable de protéger les souffrants de l'infection mais elle a également l'avantage de présenter peu d'effets indésirables. (Il est très important que cette solution fonctionne bien, à condition que ce taux de 0,5% soit strictement respecté. S'il est inférieur, il n'y a pas d'effet. Au contraire, si les ingrédients utilisés sont excessifs, cette solution provoque l'irritation.) 
Il va plus loin, en développant la méthode dite de Carrel qui profite des appareils évolués dont la fermeture chirurgicale ainsi que le système de drainage,. Il s'agit de sa réponse aux plaies plus graves, apparues à la suite de l'usage de la mitrailleuse. Elle s'avérera indispensable, afin de résister aux microbes, très nombreux dans le sol fertile en Flandre française, qui provoquent l'aggravation de symptômes,.
Cette méthode est adoptée d'abord par l'armée française et régularisée par un film de cette armée, tourné en 1915 à l'hôpital de Compiègne (voir Liens externes en vidéo). Cependant, en raison de sa manœuvre difficile à exécuter, de nombreux chirurgiens militaires français préférent la méthode classique, dite de Joseph Lister.
Cette méthode gagne en réputation. Par lettre datée du 29 novembre 1916, l'ancien président des États-Unis, Theodore Roosevelt, félicite son accomplissement. Tant la Compagnie des mines de Béthune que l'entreprise U.S. Steel envoient leurs chirurgiens, pour le stage à Compiègne, dans le cadre des accidents du travail. Surtout Fred Kilmer, auprès de l'entreprise pharmaceutique Johnson & Johnson, comprend l'importance de cette méthode et fait fabriquer les matériaux réservés à cette méthode. Pendant la guerre, son usine au Nouveau-Brunswick produit, 24 heures sur 24, la trousse contenant tout ce qui est requis pour faciliter le traitement, dont deux ampoules d'ingrédients à mélanger, qui sont inventées par cette entreprise. En effet, son atelier d'étude veut limiter les erreurs humaines, en considérant que certains hôpitaux ne seraient pas capables de fournir correctement la solution et les appareils. Le « bémol » de la méthode est résolu. Comme elle distribue gratuitement le mode d'emploi aux chirurgiens, le nom de Carrel est bien diffusé : La méthode Carrel-Dakin pour la désinfection de plaie.

#### Résultats obtenus
Selon le directeur d'étude Fred Kilmer, auparavant, 80% de soldats français qui avaient subi l'amputation d'une jambe étaient victimes d'infection. En 1917, il soulignait qu'ils n'auraient dorénavant aucun souci d'amputation[pas clair]. Aussi Carrel sauva-t-il tant la vie de soldats blessés que leurs jambes. Encore l'entreprise présenta-t-elle en 1918 son avis[pas clair] (article La technique de Carrel dont toute l'humanité bénéficie) : « il est plausible que la méthode Carrel ouvre un nouveau domaine, inconnu jusqu'ici, de la chirurgie ». De nos jours, Perrin Selcer (2008) confirme : cette méthode fit, d'une part, réaliser la standardisation de la pratique chirurgicale, en tant que réponse à l'incapacité des chirurgiens militaires qui manquaient aussi d'expérience ; d'autre part, il s'agissait d'un essai, de sorte que la profession médicale soit restructurée dans une organisation hiérarchique dirigée par les meilleurs médecins. Par le fait, les trousses industrielles[Quoi ?] de Johnson & Johnson, envoyées en Europe durant la guerre, avaient sauvé de nombreuses vies.
De nos jours[Quand ?], en raison de ses avantages, la méthode Carrel est encore en usage,[source insuffisante].

#### Hôpital militaire à New York
Pendant la guerre, il effectue deux fois le voyage aux États-Unis, en y passant la majeure partie de l'année 1917. En effet, à cause de mauvaises mises en œuvre de sa méthode qui ne respectent pas la procédure stricte, de nombreux résultats tragiques provoquent l'opposition des soignants en France,. Déçu, Carrel envoie finalement une lettre au colonel Bradley, chargé de la coordination des hôpitaux militaires américains. Étant donné que la guerre n'est pas encore terminée, l'Institut Rockefeller décide de créer dans son jardin plusieurs bâtiments d'hôpital provisoire, avec pour but de former des chirurgiens (et des infirmières) auprès de l'armée américaine et de la marine. Carrel est rappelé aux États-Unis par Simon Flexner et chargé d'enseigner lui-même sa méthode. À la différence de son hôpital à Compiègne, celui de New York est mobile (la construction ne dura que six semaines). Le cours durant deux semaines est offert tant aux chirurgiens de l'American Expeditionary Force sous le commandement du colonel-chirurgien Bailey Ashford qu'aux soignants de la Croix-Rouge américaine. Déclaré mission importante, à partir du 24 août 1918, l'hôpital devient celui de l'armée, dorénavant réservé aux soldats blessés, jusqu'à la fermeture survenue en avril 1919. La méthode Carrel y est pleinement en usage.
| |
| Article du magazine The Independent du 21 avril 1917, annonçant la création d'un hôpital militaire. |

|                                                      |
| Vue de l'hôpital avant l'inauguration (juillet 1917) |

|                                       |
| Intérieur de l'hôpital (juillet 1917) |

|                          |
| Plans de deux bâtiments. |

### Après la Première Guerre mondiale

#### Nouvelles recherches
Une fois les questions de l'infection et de la plaie résolues par sa méthode, Carrel désire se concentrer sur le sujet du choc opératoire, qui préoccupe les hôpitaux militaires. Il commence à y travailler avec Antoine Depage à La Panne, mais doit s'interrompre faute de temps.
À la fin de la guerre, tous les établissements qu'il a organisés en France sont démobilisés fin 1918. Le célèbre hôpital de Compiègne est détruit, au soir du 22 mars, par un bombardement aérien. Au début de janvier 1919, Carrel retourne à l'Institut Rockefeller.
Avec son épouse, il devient, en 1922, le propriétaire de l'île Saint-Gildas située en Bretagne,. Carrel acquiert la chapelle, l'oratoire Saint-Roch, vendus par la municipalité de Penvénan.
Alexis Carrel concentre désormais ses études sur le cancer, essentiellement les effets de l'environnement sur l'organisme. L'université de Georgetown lui octroie, à la suite de ces études, le prix Nordhoff Jung en 1931.
Il demeure toujours le meilleur chercheur de la culture tissulaire. Le 22 juillet 1924, Carrel est invité au 92e congrès annuel de la British Medical Association, tenu à Bradford. Ce jour-là, il a l'honneur d'inaugurer ce congrès, avec sa présentation sur ce sujet,. En 1926, il devient le premier chercheur qui ait réussi à isoler et à propager un virus en culture, connu comme virus du sarcome de Rous.
Dorénavant, les scientifiques comprennent que la culture tissulaire est une technique très importante. Dans les années 1930, les chercheurs en profitent pour les études des virus desquels la nature est encore méconnue, étant donné que ces derniers ne se multiplient que dans les cellules vivantes. La technique de Carrel et la virologie vont désormais de pair : les virologistes s'y emploient, car, pour se multiplier, la plupart des virus exigent une culture plus élaborée que celle de Carrel,.

#### Collaboration avec Lindbergh

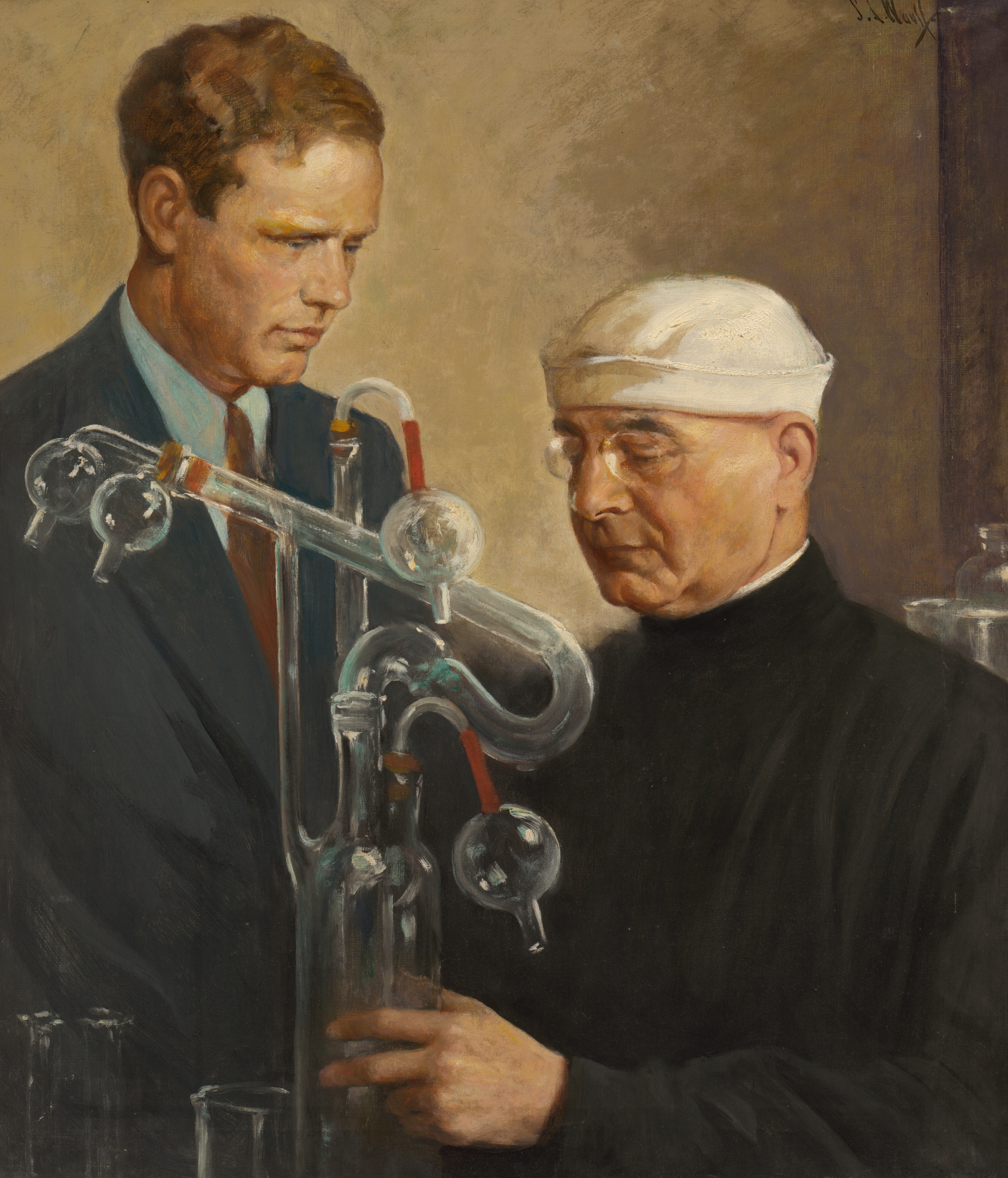
Tableau de Samuel Johnson Woolf, Charles Lindbergh et Alexis Carrel, qui fut utilisé comme couverture du Time sorti le 13 juin 1938, et est actuellement préservé à la National Portrait Gallery (États-Unis). Carrel avait soutenu l'invention de cette pompe de Lindbergh.

Il collabore avec l'aviateur Charles Lindbergh, présenté en novembre 1930 à Carrel. Les études du docteur intéressent Lindbergh. En 1938 ils sortent ensemble un livre intitulé The Culture of Organs (la culture des organes) sur l'utilisation de la pompe à perfusion, qui était un échec,. Au contraire, la pompe en verre, développée en 1935, connaît un bon succès, grâce à l'exposition universelle de New York 1939-1940. Il s'agit du fruit de l'inspiration et de l'étude de Lindbergh, à la suite de sa profonde sympathie pour sa belle-sœur, qui subissait une grave maladie de cœur. L'appareil est acheté par de nombreux laboratoires dans le monde entier. Avant son succès, déjà, la couverture du Time Magazine, parue en juin 1938, se consacrait à ces deux personnages.

### L'Homme, cet inconnu(1935) et eugénisme
En 1935, il publie L'Homme, cet inconnu, qui résume sa pensée eugéniste, simultanément à Paris et à New York, en septembre.
L'eugénisme est dans les 1930 une idéologie très implantée aux Etats-Unis - où se déroule une bonne partie de la carrière d'Alexis Carrel -, elle est répandue aussi en France, et en Allemagne et prend des formes différentes selon les lieux et les auteurs. Selon le sociologue Roland Pfefferkom, « Carrel met l'eugénisme au service de l'élitisme, de l'aristocratie, du racisme et du fascisme ». Son eugénisme ressemble à celui des scientifiques allemands du IIIe Reich, plus qu'à celui de certains anthropologues français de la IIIe République.
Carrel est hanté par l'idée d'un déclin occidental, en particulier d'un déclin des élites occidentales que les « races inférieures », et les « classes laborieuses », très fécondes, seraient sur le point de submerger. Il préconise deux voies pour maintenir la domination des élites : la première consiste à stimuler la fécondité des « meilleures souches », la deuxième à limiter la fécondité des « mauvaises souches ». Ainsi l'idéologie de Carrel est clairement au service d'une aristocratie raciale et sociale, et contraire à l'idéal démocratique,. Alexis Carrel souhaite que les personnes affectées de « tares » physiques ou psychologiques soient laissées sans soins médicaux, et qu'elles ne puissent pas se reproduire. Il écrit : « Sauver les faibles et les tarés, leur donner la possibilité de se reproduire, c'est produire la dégénérescence de la race. La race ne peut être améliorée que par le plus grand développement des forts ». Il propose de gazer dans des « établissements euthanasiques » les voleurs et les criminels,. Il appelle aussi à mettre à mort un homme politique qui aurait « gravement trompé la confiance du public ».
Le livre reçoit un accueil très favorable dans les journaux de droite et d'extrême droite. Gringoire par exemple le présente comme « un livre magnifique qui témoigne de la décadence du régime démocratique et parlementaire ». Le Petit Parisien et Léon Daudet dans Candide se réjouissent de voir réfuté le principe « absurde » d'égalité prôné par les démocrates.
Roland Pfefferkom souligne la correspondance entre les idées d'Alexis Carrel et celles de l'extrême droite, particulièrement l'extrême droite maurrassienne. Il rappelle que le régime de Vichy, auquel Alexis Carrel doit sa nomination, en 1941, à la tête d'une fondation eugéniste, est responsable de l'extermination douce de milliers de malades mentaux morts de faim dans les asiles psychiatriques pendant la guerre, parfois appelée « l'hécatombe des fous », et que Vichy a collaboré également à la déportation dans des camps d'extermination nazis de dizaines de milliers de juifs et de Roms. Alexis Carrel est « un des inspirateurs de ce régime qui a accompagné l'hitlérisme dans l'horreur ».
En 1936, l'Académie française octroya son prix Bordin à l’œuvre. En 1950 en France, il y eut quatre cent trois mille exemplaires vendus. Le livre fait  l'objet de multiples traductions et rééditions. Le succès mondial dura jusqu'aux années 1970.

### Science et religion
En 1936, il est nommé professeur invité de l'université de Californie à Berkeley, pour un semestre de cours scientifique.
Il s'intéresse aux instituts consacrés aux études sur l'homme, notamment à l'X-Crise qui est dirigé par le polytechnicien Jean Coutrot,.
Il participe en 1936, avec Pierre Teilhard de Chardin, à la fondation de son Centre d'études des problèmes humains à l'abbatiale Notre-Dame-et-Saint-Edme de Pontigny ; il garde ses distances d’avec ce centre,.
Le 28 octobre 1936, Alexis Carrel est nommé membre par la commission de la nouvelle Académie pontificale des sciences, selon le motu proprio In multis solaciis du pape Pie XI. Avec son épouse, il se rend à Rome, pour assister à la séance inaugurale de l'association, tenue le 1er juin 1937. D'après l'intention du Saint-Père, un quorum de soixante-dix académiciens choisis, dits « Sénats scientifiques », se composant de spécialistes internationaux de toutes disciplines, dont onze lauréats du prix Nobel fut réuni. Alors que le savant Pierre Teilhard de Chardin avait été exclu par Pie XI en raison de son domaine qui n'était autre que la science catholique, l'agnosticisme de Carrel ne l’empêche pas d’être sélectionné d'après la doctrine de l'académie.Lors de ce séjour à Rome, il effectue une visite officielle aux malades, en tant que représentant.

### La Construction des hommes civiliséset eugénisme

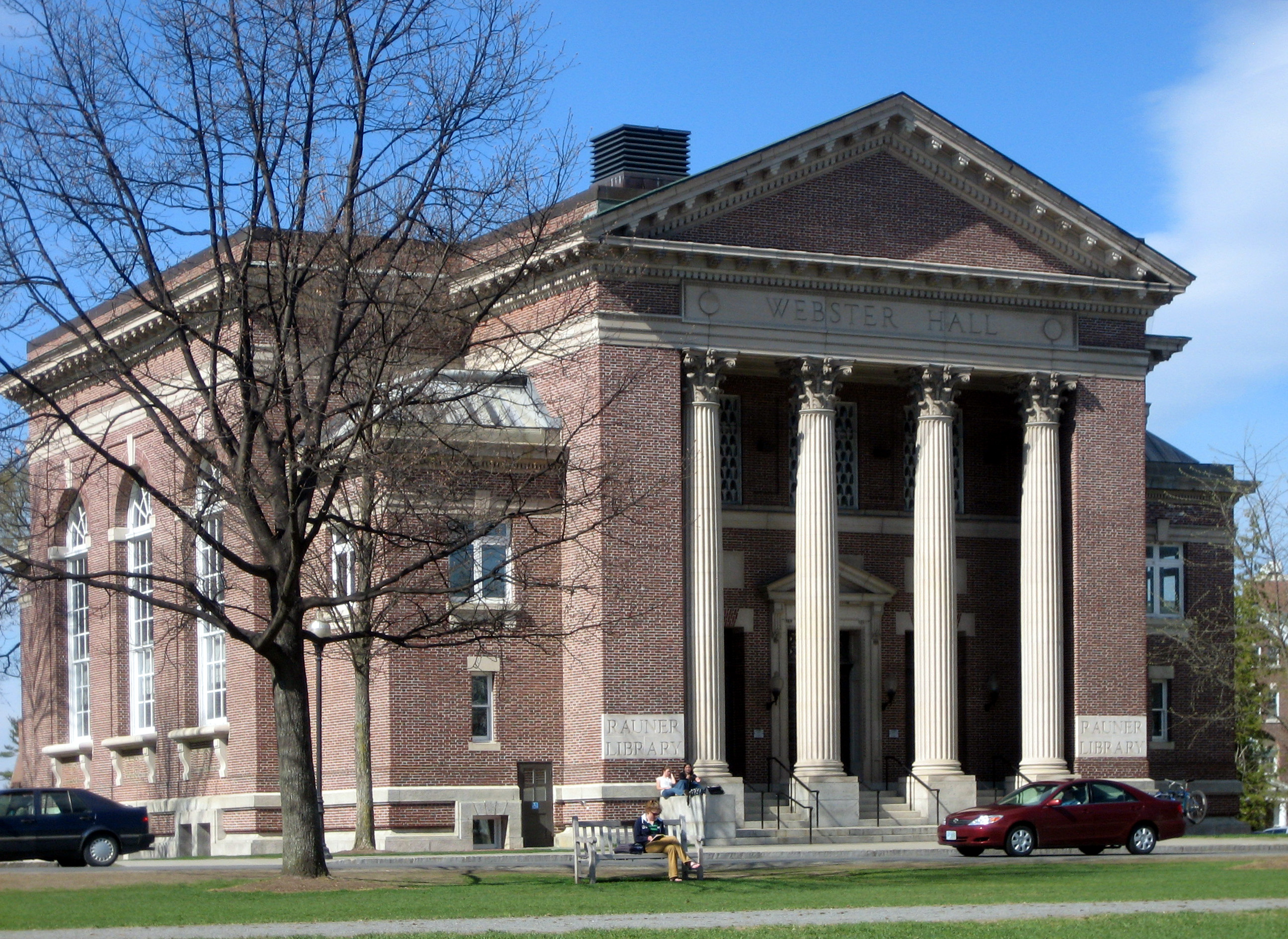
Son discours sur la civilisation fut tenu à la Halle Webster du Dartmouth College.

Souvent invité à prononcer des discours depuis 1935, A. Carrel en prononce un le 11 octobre 1937, The Making of Civilized Men (Former les hommes civilisés) alors qu'il effectue une visite au Dartmouth College. A. Carrel y imagine un futur « Institut de psycho-biologie » eugéniste : « Un institut de psychologie », écrit-il, « organisé de façon à soumettre des groupes d’êtres humains et une nombreuse population de chiens très intelligents à des observations et à des expériences de longue durée nous apporterait au bout de peu d’années la connaissance nécessaire à l’amélioration de beaucoup d’individus ». « Cette institution aurait, comme tâche principale de définir les conditions sociales et mentales qui sont nécessaires à la vie de chacun, et à la propagation des souches les meilleures. » « La société moderne », conclut Carrel, « a besoin de surhommes » .

### Adhésion au Parti populaire français de Jacques Doriot, 1937
Alexis Carrel adhère en 1937 au Parti populaire français fondé en 1936 par Jacques Doriot ; il s'agit du principal parti fasciste en France. Ce parti considère Alexis Carrel comme sa caution scientifique et intellectuelle et mobilise son nom dans des discours de propagande politique,.

### Départ de New York
Sachant le départ d'Alexis Carrel prochain, le Rotary Club de New York lui octroie, en avril 1939, sa Service Medal (médaille de service), « en reconnaissance d'une vie consacrée à l'amélioration de la souffrance humaine ». Cette médaille, par laquelle Lillian Wald avait été récompensée en 1923 pour la première fois, est uniquement réservée à ceux qui contribuent à toute l'humanité. Carrel en est le huitième lauréat, seize ans après sa création.
En 1938, l'Institut Rockefeller avait édicté une règle stricte pour la retraite à l'âge de soixante-cinq ans, laquelle était plus souple auparavant. Carrel fut l'un des cinq chercheurs que touchait ce changement de règle. La décision avait été prise sous le nouveau directeur depuis 1935, Herbert Gasser. La date de retraite fut fixée au 1er juillet. Sans doute la publication de L'Homme, cet inconnu a-t-elle affecté cette décision, car, le laboratoire de Carrel est démobilisé, sans nomination de successeur.
La popularité de Carrel, apprécié par le peuple américain, demeure au plus haut. En qualifiant Carrel French, Roman Catholic Dr. (médecin français et catholique romain), le magazine Time conclut, dans un tome de 1938, que Carrel et Lindberg sont ceux qui travaillent ensemble tant pour prolonger la vie que pour terminer les maladies des hommes.

### Retour en France en 1939
Après avoir définitivement quitté l'Institut Rockefeller, il rentre en France en juillet 1939,. Le couple s'installe dans sa propriété en Bretagne, à Saint-Gildas.
Lorsque éclate la Deuxième guerre mondiale en automne, il décide de rester en France,, et arrive à Paris le 19 septembre. Par le sénateur Pierre Even, avec qui Carrel avait fait créer le ministère de la Santé publique, il prend contact avec le ministre de l'armement Raoul Dautry,. Carrel est nommé haut conseiller technique, en vue d'étudier les difficultés de la transfusion sanguine. Le projet d'un laboratoire de recherche est lancé, dont l'inauguration est prévue le 10 mai 1940 à Garches. Il travaille également, avec Antonin Gosset, Henri Rouvillois et Louis Pasteur Vallery-Radot, à la création d'un centre de recherche de guerre auprès de l'Institut Pasteur.
Pour lui, il s'agit, malgré la drôle de guerre, d'un sujet sérieux. Le 7 décembre 1939, le journal The New York Times présente le discours radiophonique de Carrel, effectué la veille à Paris : « Chaque citoyen français doit, d'abord, respecter son propre travail, et participer à faire un effort pour obtenir la victoire ». Il redoute déjà une situation critique.

### Second séjour aux États-Unis en 1940
Il semble que Carrel ait gardé un contact étroit avec ses amis américains, qui craignent pour sa vie. Il repart aux États-Unis au printemps 1940, sans attendre l'inauguration du laboratoire, possiblement chargé par le gouvernement de Paul Reynaud de chercher les soutiens des États-Unis,. Dans la lettre datée du 6 mai, il écrit : « Quel calme à la veille du chaos... ».
Après avoir travaillé en tant qu'infirmière en 1939, Anne Carrel, devenue dans les années 1930, une collaboratrice importante dans les études de Carrel sur la parapsychologie, restant sur l'île, subit l'arrivée de l'armée allemande le 5 août.
Ce voyage méconnu de Carrel, qui dure un an environ, est son dernier séjour à l'étranger.
Durant cette période, il engage des activités humanitaires. Ainsi, il fait envoyer, en faveur des enfants français sous l'occupation, une grande quantité de vitamines. En sachant qu'il fallait beaucoup de plasma sanguin pour soigner les soldats blessés aux champs de bataille, il sollicite les autorités afin d'inaugurer un programme, baptisé Blood for Britain (Sang pour la Grande-Bretagne). Le sang collecté aux hôpitaux de New York est transporté au Royaume-Uni par avion. Dans cette optique, de nombreux citoyens participent au don de sang. Le programme prend effet le 15 août 1940.

### Missions américaines en France, 1940-1941
Après être parti des États-Unis, Carrel arrive à Lisbonne puis traverse le Portugal et l'Espagne avec grosse difficulté. En janvier 1941, il rentre en France. D'une part, sa visite est officielle, plus précisément dans le cadre d'une enquête américaine pour rechercher les effets de la guerre sur les populations civiles françaises, notamment sur le sujet de l'amélioration de la nutrition des enfants français. Cette mission était donc provisoire, et, une fois la mission accomplie, il lui fallait retourner aux États-Unis,. D'autre part, il est accompagné de James Wood Johnson, qui est le président de l'American Volunteer Ambulance Corps. À la suite de cette nouvelle guerre mondiale, l'organisation qui était déjà en fonction pendant la première guerre pour l'armée française, avait été rétablie en 1940 à New York, sous la direction de Johnson. Carrel participe à réaliser ce projet de l'hôpital militaire mobile, dans l'optique de sauver les victimes de la nouvelle guerre. Ils sont envoyés par le président Franklin Roosevelt,.
Carrel travaille toujours, dans le cadre de l'organisation américaine, en zone non occupée, sans visiter son épouse demeurée à Saint-Gildas.
Finalement, il arrive à Vichy afin de rencontrer l'amiral William Leahy, nouvel ambassadeur des États-Unis auprès du gouvernement de Vichy.
Le 16 mars 1941, Carrel est reçu à Vichy par Philippe Pétain.

### Création de la Fondation française pour l'étude des problèmes humains, 1941
Après cet entretien, Carrel, séparé de son épouse, arrive à Guingamp et chez elle, le dimanche des Pâques 13 avril 1941, avant de retourner aux États-Unis. Le 23 avril, il déclare son départ au correspondant du journal régional Ouest-Eclair. Toutefois, André Missenard et Dom Alexis Presse y arrivent dans l'optique d'empêcher ce départ. À la suite de cette intervention des savants, il décide de rester encore en France. 
Carrel obtient du gouvernement de Vichy la création, le 17 novembre, 1941, de la « Fondation française pour l’étude des problèmes humains », établie à Paris et dans divers lieux de la région parisienne, dont certains sont la propriété de la Fondation Rockefeller - Fondation qui finance l'eugénisme, y compris celui de l'Allemagne nazie. À la demande de Carrel, un groupe composé de médecins et polytechniciens travaille afin de développer cette organisation d'inspiration eugéniste et collaborationniste, la Fondation française pour l'étude des problèmes humains soutenue par une loi du 17 novembre 1941,. La fondation dont le siège est  à Paris bénéficie d'une autonomie financière et d'une large liberté de programme.

Des Cahiers de la Fondation, publiés en 1943 par les Presses Universitaires de France, Alexis Carrel programme un travail sur ce qu'il appelle « le recensement des souches saines de France » et sur « l’immigration étrangère » qui selon lui menacerait « l’équilibre biologique, intellectuel et démographique de la population française ». Alexis Carrel affirme sa volonté de « provoquer la naissance d’enfants héréditairement bien doués ». Les projets d'Alexis Carrel rappellent ceux d'Adolf Hitler, selon l'historien des sciences Patrick Tort, auteur d'une étude intitulée  « Un nazi français passé par l’Amérique : le docteur Alexis Carrel ». Ainsi, Alexis Carrel écrit : 

« Beaucoup d’immigrants, on le sait, ont été admis en France. Les uns sont désirables, les autres ne le sont pas. La présence de groupes d’étrangers indésirables au point de vue biologique est un danger certain pour la population française. La Fondation se propose de préciser les modalités d’assimilation des immigrants afin qu’il devienne possible de les placer dans des conditions appropriées à leur génie ethnique. Elle procède actuellement au dénombrement et à la localisation de certaines catégories d’entre eux, surtout des Nord-Africains, des Arméniens et des Polonais. Elle étudie, en particulier, la population arménienne d’Issy-les-Moulineaux. Elle cherche à savoir ce que valent les produits du croisement de ces étrangers avec les Français. Il y a déjà en France 13% d’étrangers. Ces étrangers ont été admis sans aucun égard pour leur influence possible sur la population française. »

La fondation accueille Le Corbusier, Pierre Naville, Robert Gessain, Jean Stoetzel, Françoise Dolto, Charles Bettelheim tandis qu'une banque privée est chargée de financer la fondation.
Quant à Alexis Carrel, pendant plusieurs mois en 1943, il n'est pas capable, pour cause de maladie, d'assurer sa fonction comme Régent. Il subit un premier infarctus du myocarde, survenu en été,. Malgré cela, il garde encore ce titre, qu’il préfére toujours à celui de Directeur. La fonction de Régent était, à l'origine, définie comme administration de l'établissement, gestion des biens et animation d'un comité, selon les premiers Statuts approuvés par la loi du 14 janvier 1942. Elle était devenue plus compliquée avec l’Organisation intérieure datée du 23 février 1943. Selon l'article 10 « le Régent convoque le haut conseil technique de la Fondation, ou consulte individuellement l'un ou l'autre de ses membres, toutes les fois qu'il le juge nécessaire ».

### Dérive fasciste et eugéniste
Alexis Carrel était adepte d'un eugénisme raciste et, dans les années trente, membre du P.P.F., le parti fasciste puis collaborationniste de Jacques Doriot. Dans la préface allemande de son livre : L’Homme, cet inconnu, il salue en 1936 les « mesures énergiques » prises par le Troisième Reich. Il adhère à l’idéologie de Vichy dès juillet 1940 et se voit confier, en 1941, par le maréchal Pétain la création et la direction de la Fondation française pour l'étude des problèmes humains à Paris, dans laquelle il diffuse ses idées sur l'eugénisme, la natalité, la biotypologie, le développement des différences individuelles. Carrel veut ainsi prolonger la science de l'homme par une « anthropotechnie », une « biocratie » qui aurait fait « pour l'homme ce que la technologie a fait pour les avions ». Suspendu de ses fonctions dès août 1944, sa fondation dissoute, il n'est pas inquiété (et meurt en novembre). Son implication dans le fascisme et son admiration du nazisme sont éludées pendant des années, il reçoit même des honneurs à titre posthume.

### L'année 1944
En admettant que la Fondation ait souffert, dès 1943, de ces rigidités, l'orientation initiale de Carrel y est conservée par André Gros et son équipe : Carrel voudrait, avec cet organe, donner naissance à la « science de l'homme » qu'il a esquissée dans L'Homme, cet inconnu ; mais il faut arbitrer entre les disciplines scientifiques prioritaires. Or au début de 1944, des mois avant la Libération, Carrel voit péricliter sa fondation, avec la suppression de l'organisation en départements.
Les fonctions d'Alexis Carrel sont suspendues, le 21 août 1944, par Louis-Pasteur Vallery-Radot, secrétaire d'État à la santé du gouvernement de la Libération, présidé par le général de Gaulle. L'objectif est de transformer cet établissement en institution adaptée aux besoins du nouveau gouvernement et de la société française après la guerre. Quelques chercheurs (Alfred Sauvy, Jean Bourgeois-Pichat, Robert Gessain, Alain Girard, Jean Stoetzel) sont maintenus, pour former l'Institut national d'études démographiques.
Les accusations de collaboration directe avec les Allemands se multiplient à cause des soutiens de Vichy qu'il avait acceptés en 1941,, Carrel déclare officiellement, le 31 août 1944, qu'il n'a « jamais soutenu l'armée allemande. ». De sa collaboration directe avec les Allemands, on n'a jusqu'ici retrouvé aucun indice concluant. À vrai dire, un jour Carrel est bien allé à l'ambassade d'Allemagne, explique A. Scott Berg (2013), non qu'il ait approuvé la Collaboration, mais parce qu'à la suite du Hungerplan, les enfants français manquaient sérieusement de nourriture sous l'Occupation. Or, sa visite coïncidait avec un banquet allemand : ainsi, non seulement Carrel ne put solliciter l'autorité chargée de l'exécution du Hungerplan, mais une rumeur l’accabla de collaboration, aux dires d'Anne Carrel.
Sa santé se détériore rapidement tandis qu'aucun procès ne lui est encore intenté.
Carrel est pour lors toujours apprécié aux États-Unis : Dale Carnegie cite, dans son livre Triomphez de vos soucis : vivez que diable ! (1944), un de ses articles publié dans le Reader's Digest sur l'importance de la prière, alors que sa réputation est déjà très dégradée dans la France libérée.

### Décès
À partir du mois d'août, les crises cardiaques devinrent plus fréquentes. Toutefois, c'étaient les propagandes accumulées et les rumeurs sur son arrestation prochaine qui affaiblissaient son moral et sa santé.
Lorsqu'approcha la fin de Carrel, en novembre, un message fut expédié à Dom Alexis Presse en Bretagne. Cet abbé de Boquen se précipita à la gare et prit un train de fret réservé à l'armée américaine. Arrivé à Paris, il administra à Carrel les derniers sacrements. Ce jour-là, le 5 novembre 1944, Alexis Carrel décédait.
Les obsèques furent tenues, le 9 novembre, à la chapelle de la Vierge, dans l'église Saint-François-Xavier de Paris. Dom Presse était le célébrant. Non seulement ses proches et amis mais aussi la plupart des membres de la fondation assistèrent à cette messe. En ce qui concerne les étrangers, c'étaient quelques représentants d'ambassades y compris ceux du Vatican, des États-Unis et de l'Angleterre. Au contraire, aucun représentant français n'assista à la célébration. Selon la volonté du défunt, il s'agissait d'une messe basse sans ostentation.
Alexis Carrel fut d'abord inhumé au cimetière du Père-Lachaise. Puis, sa dépouille fut transportée, en dépit d'une situation difficile, à l'île Saint-Gildas. Une messe d'enterrement fut célébrée, de nouveau par Dom Presse, et le docteur fut enterré dans l'oratoire de Saint-Roch, qu'il avait fait restaurer en 1928.

## Postérité
À l'annonce de la mort de Carrel, Charles Lindbergh, considérant que les accusations contre lui s'expliquaient par une situation politique particulière et une myopie intellectuelle, entreprit de rétablir la réputation de son parrain spirituel, avec l'appui de sa veuve, Anne Carrel. Il y travailla sans relâche jusqu'à la fin de sa vie, au mépris des dépenses. Les documents récupérés furent finalement donnés à l'université de Georgetown, dirigée par les Jésuites. L'objectif était, et demeure, tout à la fois de conserver les études sur ce chercheur, et de faire connaître ses travaux, aussi bien sur les sciences que la religion et l'humanité. En 1953, la collection devint fondation Alexis Carrel,.
En France, l'Académie nationale de médecine créa en 2002 le fonds Alexis Carrel au sein de sa bibliothèque. Cette création fait suite aux études d'Alain Drouard, membre du Centre national de la recherche scientifique.

### Une référence pour l'extrême droite française
Au début des années 1990 : le Front national réutilise les arguments eugénistes dans son idéologie anti-immigration. Le nom d'Alexis Carrel réapparait, dans les médias, et s'amorce alors une campagne de débaptisation de rues à son nom et du fronton de la faculté de Médecine de Lyon, tandis que sa technique de suture vasculaire est encore enseignée.

### Le voyage de Lourdes: témoignage posthume
Après son succès aux États-Unis, Carrel retourna au sanctuaire de Lourdes, en profitant de ses vacances, à partir de 1909. En dépit du cauchemar subi à Lyon en 1902, il continuait à y étudier d’un point de vue médical l'effet du sanctuaire sur les malades, en visitant le bureau des constatations médicales sous la direction du docteur Gustave Boissarie. En 1910, il fut à nouveau témoin d'une guérison immédiate d'un enfant de dix-huit mois, aveugle-né,. Carrel fut impressionné par le zèle de son infirmière, qui était catholique pratiquante. Ils se marièrent en 1913.
Parmi les œuvres d'Alexis Carrel, Le voyage de Lourdes reste une publication particulière. Ce livre ne fut publié qu'en 1949, après le décès de l'auteur et que sa veuve en a découvert le manuscrit dans ses cahiers.
Il est évident qu'Alexis l'écrivit pour une publication ; dans l'œuvre, le nom du personnage était inversé, comme Louis Lerrac, à partir de Carrel, tandis que celui de Marie Bailly avait été modifié en Marie Ferrand. D'autres personnages n’étaient mentionnés que par leurs fonctions ou par leurs initiales. Carrel voulait, certainement, protéger leur vie. Malgré cela, il avait hésité à publier ce témoignage.
Il s'agit d'un témoignage d'une vie intérieure. Alexis Carrel n'avait jamais perdu sa confiance en la science, mais il admettait pareillement l'existence de phénomènes surnaturels ou inexplicables. Contrairement à ce que ses adversaires diffusaient, il ne parlait pas de miracle,, : « Nous voulons seulement faire remarquer que les phénomènes surnaturels sont bien souvent des faits naturels dont nous ignorons la cause. Si nous trouvons la cause scientifiquement, si nous établissons le fait, chacun est libre de l'interpréter comme il lui plaît. L'analyse ne doit pas être considérée par les catholiques comme une œuvre sacrilège ou comme une attaque. C'est simplement une étude scientifique. La science n'a ni patrie ni religion. »,.
Ce qui était présenté dans L'Homme, cet inconnu, c'est l'observation de Carrel que l'existence de la prière est indispensable pour cette guérison instantanée,. Ce qu'il voulait savoir était, donc, comment cette action spirituelle créait un effet médical si extraordinaire. Pour lui, ce mystère restait profond : « En général, ce n'est pas celui qui prie pour lui-même qui est guéri. C'est celui qui prie pour les autres. Ce type de prière exige, comme condition préalable, le renoncement à soi-même, c'est-à-dire une forme très élevée de l'ascèse. ». Sujet assez théologique, mais il le présentait dans le contexte de la science de l'homme.

### Controverses

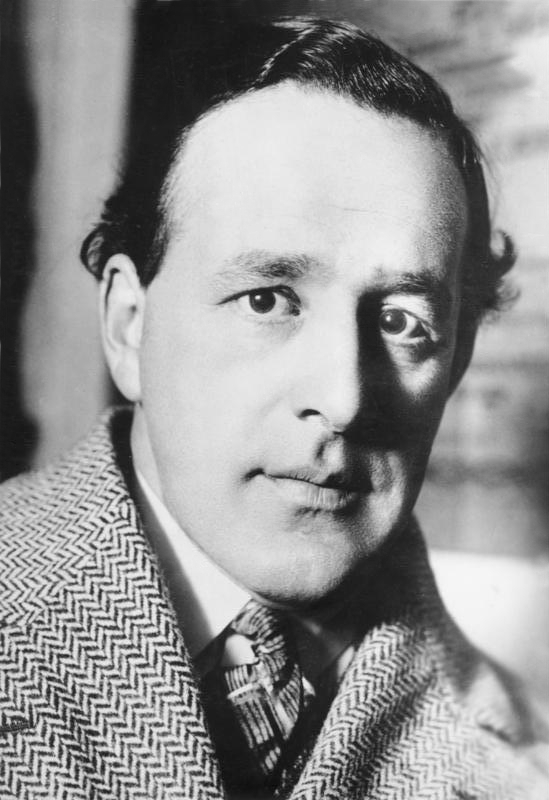
Emil Ludwig, anti-fasciste, était un des amis juifs de Carrel.

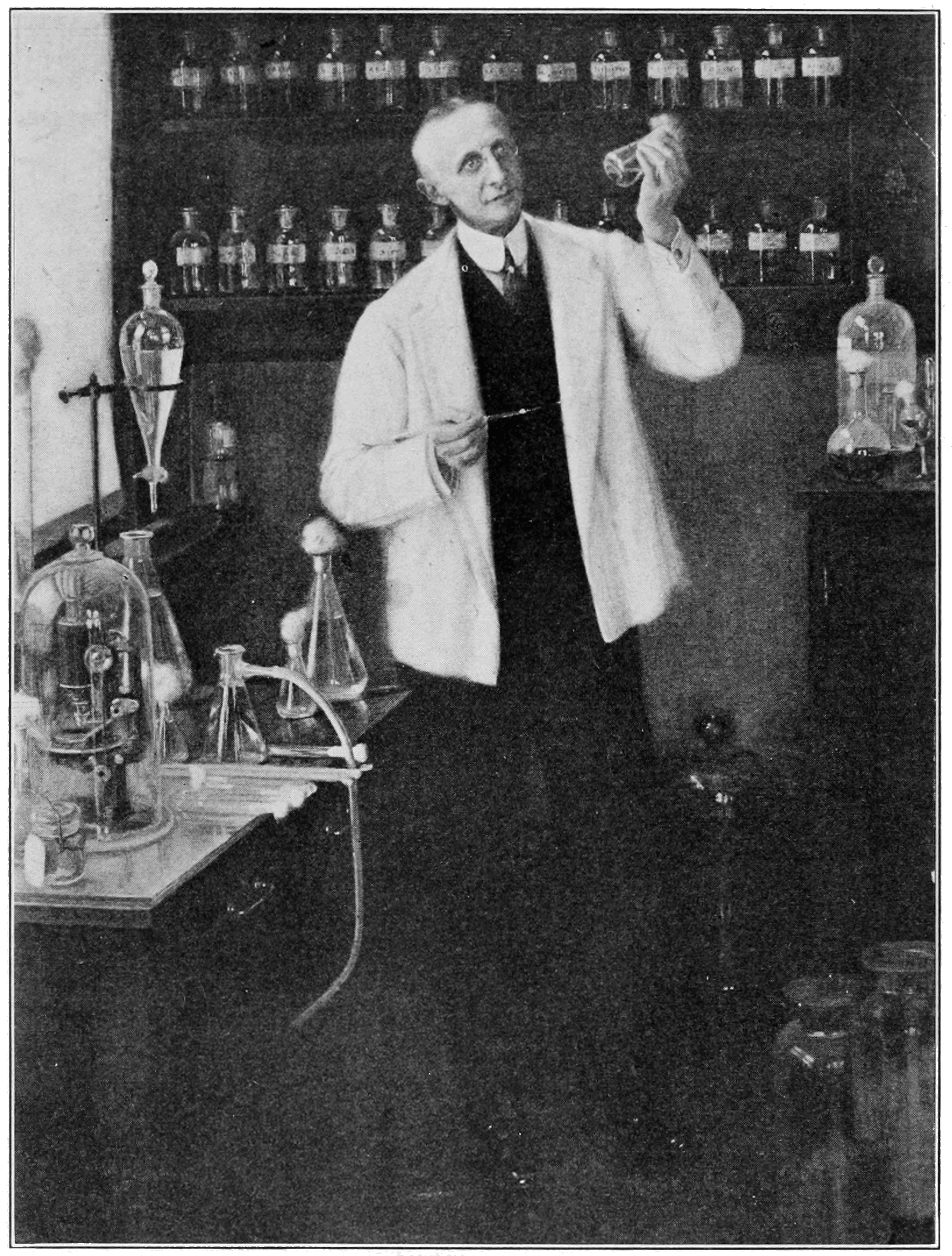
Simon Flexner, médecin juif distingué.

Depuis la publication de L'Homme, cet inconnu jusqu'ici, le jugement porté sur Alexis Carrel reste toujours ambigu. Quoiqu'il fût loin d'être politique (« Celui qui a écrit ce livre n'est pas un philosophe. Il n'est qu'un homme de science »), ses écrits sont souvent cités dans un contexte politique et isolé,. Il est symbolique que, le 7 août 1940, Emil Ludwig, ami et célèbre écrivain anti-nazi, lui ait écrit une lettre : « J'ai eu une grosse déception… Un de mes amis m'avait prévenu à New York, me disant que vous étiez un fasciste. Je lui ai répondu que cela n'avait aucune importance pour moi. Je fais le portrait d'un éminent scientifique ».
Il était membre, depuis 1937, du PPF de Jacques Doriot. À la suite de pétitions lancées pour certaines par des mouvements divers et antiracistes, la faculté de médecine de l'université Lyon I Alexis-Carrel — faisant partie de l'université Claude-Bernard — fut rebaptisée en 1996 R. T. H. Laennec.
Les hommages avec son toponyme suscitent la polémique. À Paris, la rue Alexis-Carrel du 15e arrondissement fut rebaptisée de façon emblématique rue Jean-Pierre-Bloch, par décision du conseil municipal,. Les noms de rue en hommage à Alexis Carrel existent en France mais sont débaptisés ou sont contestés : Rennes, Nantes (jusqu'en 1993), Marseille (jusqu'en 2023), Limoges, Saint-Étienne… Au Canada aussi, au Québec en 2015, à Gatineau la rue Alexis-Carrel devint rue Marie-Curie. À Montréal, en 2017, l'avenue et le parc Alexis-Carrel devinrent avenue Rita Levi-Montalcini et parc Don-Bosco.
Entre les deux guerres, en 1935, il résumait toutefois sa vie : « Il vit à la fois dans le Nouveau Monde et dans l'Ancien. Il passe la plus grande partie de son temps au Rockefeller Institute for Medical Research, car il est un des hommes de science rassemblés dans cet Institut par Simon Flexner. Grâce au génie de Flexner, l'étude des êtres vivants a été abordée dans ces laboratoires, avec une ampleur inégalée jusqu'à présent ». Il s'agissait de sa vraie adhésion. Encore faut-il remarquer que son supérieur et défenseur Flexner aussi était juif, dont le frère, Bernard Flexner, fut le premier président de la Société économique palestinienne (Palestine Economic Corporation) dans le cadre du sionisme.
Un témoin de cette confession fut le docteur Richard John Bing (décédé en 2010), un des cardiologues les plus importants du XXe siècle. Originaire de Nuremberg en Allemagne, ce jeune chercheur juif, qui travaillait à l'institut Carlsberg de Copenhague, était menacé par le nazisme. En visitant ce laboratoire, Carrel et Lindbergh décidèrent de lui recommander de s'en aller aux États-Unis, puis soutinrent son installation au sein de l'institut Rockefeller et sa naturalisation. Aussi Bing arriva-t-il à New York en 1936,.

## Publications
- Anastomose bout à bout de la jugulaire et de la carotide primitive. Lyon Med 1902;99:114.
- Présentation d’un chien porteur d’une anastomose artérioveineuse. Lyon Med 1902;99:152.
- avec CC. Guthrie, Functions of a transplanted kidney. Science 1905;22:473.
- The transplantation of organs: a preliminary communication. JAMA 1905;45:1645–6.
- avec CC. Guthrie, Extirpation and replantation of the thyroid gland with reversal of the circulation. Science 1905;22:535.
- The surgery of blood vessels. Johns Hopkins Hosp Bull 1907;18:18.
- On the experimental surgery of the thoracic aorta and heart. Ann Surg 1910 ; 52:83–95.
- Suture of blood-vessels and transplantation of organs. In: Nobel Lectures, Physiology or Medicine 1901-1921. Amsterdam: Elsevier Publishing Company, 1967, disponible en-ligne.
- Les Principes de la technique de la stérilisation des plaies, 1916
- L'Homme, cet inconnu
  - Man, the Unknown, Harper and Brothers, New York, septembre 1935 (en)[lire en ligne]
  - L'Homme, cet inconnu, Plon, Paris, septembre 1935 [lire en ligne] (Prix Bordin de l'Académie française en 1936)

1. ↑  p. 174.
2. ↑  préface, p. i
3. ↑  préface, p. ii

- La Prière, Plon, mai 1944
- Voyage à Lourdes suivi de Fragments de Journal et Méditations, Plon (1949, posthume), préface de Dom Alexis Presse [lire en ligne]
- Réflexions sur la conduite de la vie, 1950 (posthume)

## Distinctions

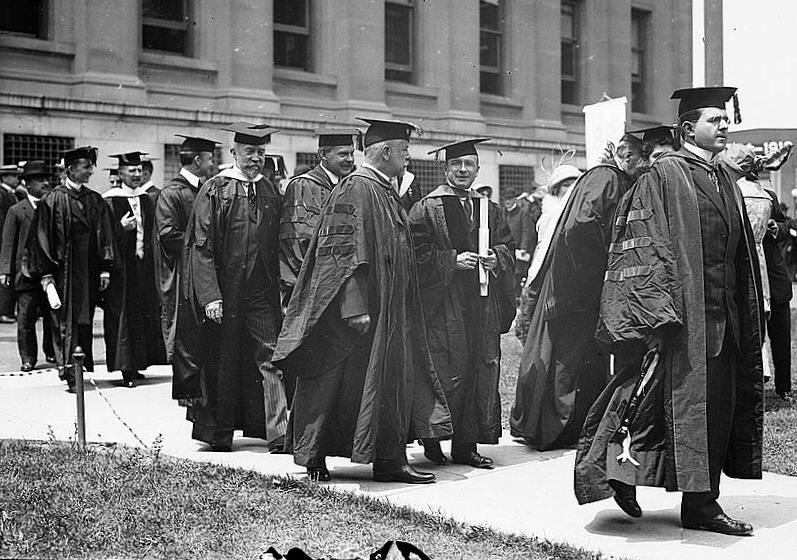
Réception d'Alexis Carrel (au centre) en tant que docteur honoris causa de l'université Columbia, à New York, le 4 juin 1913,.

- Prix Nobel de physiologie ou médecine : 1912
- Chevalier de l'ordre d'Isabelle la Catholique (Espagne) en 1913[90]
- Commandeur de l'ordre de Léopold (Belgique) en 1937[91] ; Officier en 1916[anm 24]
- Commandeur de la Légion d'honneur (France) le 12 juillet 1917 ; Chevalier le 17 février 1913 ; Officier le 5 août 1915[92]
- Ordre royal de Saint-Sava (Royaume de Serbie) : 1917[dh 17]
- Commandeur grand-croix de l'ordre royal de l'Étoile polaire[15] (Suède) : 1918[dh 17]
- Ordre de Saint-Michel et Saint-Georges (Royaume-Uni)
- Doctorat honoris causa :
  - Université Columbia (sciences) : 1913[89]
  - Université Queen's de Belfast (médecine) : 1919[93]
  - Université Brown (sciences) : 1920[94]
  - Université de Princeton (sciences) : 1920[95]
  - Université de Californie à Los Angeles : 1936[96]
  - Université de l'État de New York à Albany (sciences) : 1937[97]
- Prix docteur Sofie A. Nordhoff-Jung pour la recherche sur le cancer par l'université de Georgetown : 1931[98],[anm 19]
- Prix cardinal Newman de l'université d'Illinois (Fondation Newman) : 1936[99]
- Médaille de service du Rotary Club à New York : 1939[anm 24]

## Hommages

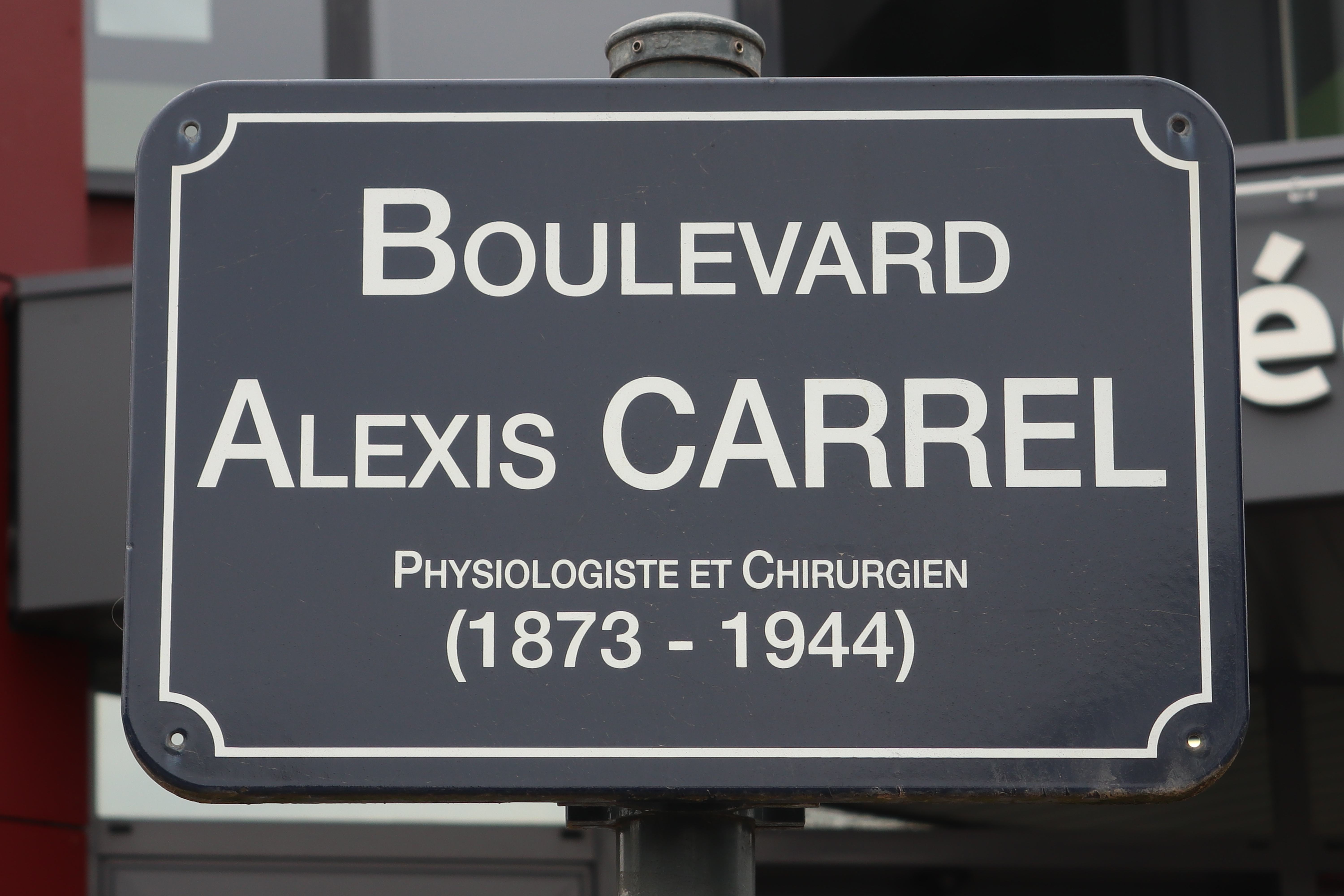
Plaque du boulevard Alexis Carrel à Rennes.

En 1950, les Expéditions polaires françaises donnèrent, à une île des Terres australes et antarctiques françaises, le nom d'île Alexis-Carrel.
En 1979, l'Union astronomique internationale affecta le nom d'Alexis Carrel à un cratère lunaire dont la latitude et la longitude sont 10°7N et 026°7E
Le centre médical de Bolbec, inauguré dans les années 1970, porte le nom de Centre médical Alexis Carrel.
En 2000, l'équipe britannique, qui avait donné naissance à Dolly en clonage, choisit les noms d'Alexis et de Carrel, pour deux des cinq porcelets femelles clonés.
Alexis Carrel est mis à l'honneur dans plusieurs toponymes en France, mais plusieurs d'entre elles furent renommées depuis les années 1990 suite aux controverses,.
Le Front national (FN) entreprend au début des années 1990 une campagne destinée à promouvoir la figure d'Alexis Carrel, le présentant comme un savant humaniste et un « père de l’écologie ». Le Front national de la jeunesse (FNJ) choisit en 2005 de placer son université d'été « sous le patronage » d'Alexis Carrel.
Un timbre à son effigie a été émis en Suède en 1972 (série Lauréats de Prix Nobel).